# Krušovice (sör)
A Krušovice egy cseh sör márkaneve.

## Története
Ezen a néven az azonos nevű cseh városban 1581 óta gyártják. 

## Termékválaszték
A Krušovice Světlé áttetsző aranyszínű sör. Ízét és szagát három különböző maláta adja. Keserűségét a saazer komlónak köszönheti. Alkoholtartalma 4,2%.
A világos mellett létezik barna Krušovice is. A Krušovice Černé cseh alkoholtartalma 3,8%.
Új termék a „Krušovice Ležak”: alsó erjesztésű, hidegkomlózott, világos lágersör; alkoholtartalma 4,8%.